# Crise das Americanas
A crise da Americanas, holding brasileira que atua principalmente no segmento de varejo, tanto em lojas físicas quanto em plataforma online, refere-se a uma série de eventos ocorridos a partir do dia 11 de janeiro de 2023, quando foram identificadas e divulgadas ao mercado incoerências no balanço da empresa na ordem de R$ 20 bilhões.
Posteriormente identificadas como fraude, essas incoerências motivaram a abertura de investigações pela Comissão de Valores Mobiliários (CVM), Polícia Federal (PF) e Ministério Público Federal (MPF). Paralelamente, também foram noticiadas investigações conduzidas por um Comitê Independente.
Os eventos que sucederam imediatamente ao anúncio das incoerências contábeis foram o pedido de recuperação judicial, o afastamento dos, até então, diretores da companhia e a instauração de uma Comissão Parlamentar de Inquérito (CPI), onde foram apresentados documentos que indicaram a participação da antiga diretoria, inclusive mediante falsificação de documentos.
Dois anos após a descoberta da fraude, a Polícia Federal indiciou e o MPF denunciou 13 ex-executivos da Americanas pelos crimes de organização criminosa, manipulação do mercado de capitais, uso indevido de informações privilegiadas e falsidade documental. Entre os denunciados, estão o ex-CEO, Miguel Gutierrez, e a ex-diretora Anna Saicali, que chegaram a ser procurados pela Interpol durante cumprimento de mandados de prisão da Operação Disclosure, em junho de 2024.
Apesar da crise, a Americanas segue suas operações normalmente.

## Contexto

### Histórico
Inaugurada no ano de 1929 por um grupo estadunidense, a Americanas foi fundada em Niterói. O empreendimento oferecia uma série de produtos a preços acessíveis a população; suas operações se expandiram pelo país até que, em 1940, a Americanas tornou-se uma sociedade anônima, abrindo seu capital.
Em 1982, os empresários Jorge Paulo Lemann, Marcel Telles e Carlos Alberto Sicupira, entraram na composição acionária de Americanas como controladores até julho de 2021, quando a Americanas e a B2W Digital se fundiram em uma única empresa, chamada de Americanas S.A. Para tornar esta reorganização possível, o trio cedeu o controle da companhia e passou a ser denominado como acionistas de referência.

### Modelo de governança e composição da diretoria
A Americanas S.A. é empresa de capital aberto e conta com um Conselho de Administração e um Conselho Fiscal, além de comitês que atuam como grupos de trabalho de assessoramento do Conselho de Administração, como o Comitê Financeiro e o Comitê de Auditoria, com mandato de 3 anos, permitindo reeleição. A gestão operacional da empresa fica a cargo de sua diretoria estatutária, que, até dezembro de 2022, era composta por:
- Diretor Presidente (CEO) e de Relações com Investidores: Miguel Gutierrez, que ingressou na Americanas em 1993, tornando-se diretor em 1998 e desde 2001 passa a ocupar o cargo de Diretor Presidente;[18]
- CEO da Plataforma de Inovação e Fintech: Anna Saicali, que atuava na função desde a criação da Ame Digital em 2019. Anteriormente, Anna Saicali foi diretora presidente da B2W Digital S.A. de 2004 a 2018;[19]
- CEO da Plataforma Digital da Americanas S.A.: Márcio Cruz Meirelles, que foi presidente da B2W Digital S.A. entre 2018 e 2021;[20]
- Diretor de Lojas Físicas, Logística e Tecnologia: José Timotheo Barros que ingressou na companhia em 1996.[21]

### Transição da diretoria
A sucessão do cargo de Diretor Presidente aconteceu em 1º de janeiro de 2023, quando Sergio Rial assumiu junto com o novo Diretor Financeiro, André Covre. O mercado reagiu de forma positiva à mudança no comando da companhia, com a valorização imediata de suas ações e recomendação de aquisição por parte dos analistas financeiros.
Em 11 de janeiro , o então CEO, Sergio Rial, e o Diretor de Relações com Investidores, André Covre, comunicaram a decisão de não prosseguirem à frente de seus cargos. Após as renúncias, o Conselho de Administração elegeu Camille Loyo Faria e Leonardo Coelho, como CFO e CEO, para a liderança dos processos de recuperação da Americanas. Atualmente a diretoria é composta por:
- Presidente - Leonardo Coelho[27]
- Camille Faria - CFO[28]

### Pré-crise

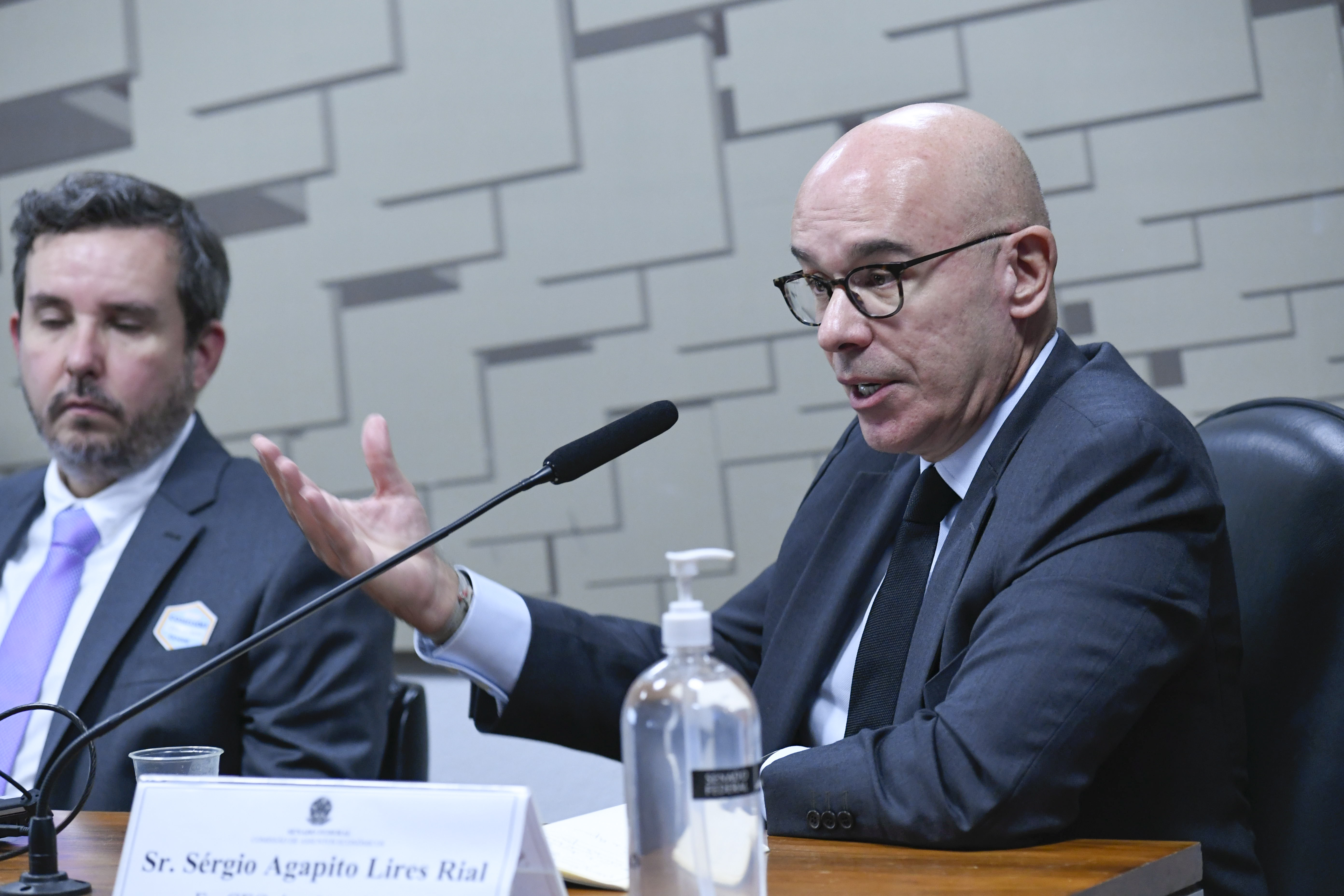
Sergio RialFoto: Geraldo Magela/Agência Senado

Sergio Rial detalhou, em sua participação na CPI da Americanas, na sessão do dia 22 de agosto de 2023, os momentos que antecederam a crise, iniciando pelo período de transição da diretoria. O processo de transição padrão envolve a sobreposição de executivos, conforme prática de mercado, com o propósito de auxiliar o novo executivo a compreender as oportunidades e desafios do mercado. Foi definido que seria necessário realizar algumas interações e reuniões para ambientação do novo CEO em questões da companhia.

Segundo o relato, ao assumir a posição, no dia 02 de janeiro de 2023, Sergio Rial iniciou as atividades e a ambientação final na nova posição, realizando adequações e comunicações internas de expectativa de crescimento, até que um dos executivos o procurou para esclarecer um aspecto que teria sido tratado numa apresentação feita em 27 de dezembro de 2022. Na ocasião, Miguel Gutierrez teria apresentado, a Rial e ao Presidente do Conselho, seu legado, antes de deixar a companhia:
“Sergio Rial recebe (sic), no dia 4, uma informação: a de que o número que eu tinha visto na apresentação do dia 27 de dezembro, de 15,9 bilhões de reais, era dívida bancária não reportada como dívida. [...] Qual é a notícia que eu recebo? A empresa tem um patrimônio líquido de cerca de 16 bilhões, para uma dívida bancária de 36 bilhões: insolvente.”, disse Sérgio Rial à CPI.

### Como a fraude no balanço da Americanas se tornou pública
No dia 11 de janeiro de 2023, através de Fato relevante, foi comunicado ao mercado que foram detectadas incoerências contábeis em exercícios anteriores, incluindo o de 2022, com dimensão de 20 bilhões.
No mesmo Fato Relevante foi comunicada a renúncia de Sergio Rial e André Covre, nomeando interinamente o até então Diretor de Gente, João Guerra, para a posição de Diretor Presidente e Diretor de Relações com Investidores, a criação do comitê independente para apurar as circunstâncias que ocasionaram as referidas incoerências contábeis e a assessoria do Sergio Rial na condução dos trabalhos a serem realizados.

## Marcos da crise
- Após a comunicação com o mercado, no dia 12 de janeiro de 2023 foi realizada uma reunião com os acionistas da empresa, prestando alguns esclarecimentos dos fatos informados no dia anterior.[36]
- No dia 13 de janeiro de 2023, o juiz da 4º Vara Empresarial do Rio de Janeiro, concedeu uma medida tutelar de urgência cautelar, vetando a possibilidade de bloqueio, sequestro ou penhora de bens da companhia, adiou também a obrigatoriedade do pagamento de dívidas da companhia até que um Pedido de Recuperação Judicial fosse protocolado.[37]
- No dia 16 de janeiro de 2023, através de Fato Relevante, a companhia anunciou a contratação da Rothschild & Co, banco de investimentos, nomeados para atuarem como interlocutores da Companhia com o mercado nacional e internacional.[38]
- Em 17 de janeiro de 2023 foi anunciado via Fato Relevante a eleição para o cargo de Diretora Financeira e de Relações com Investidores da companhia, Camille Loyo Faria.[39]
- No dia 19 de janeiro de 2023, a Americanas S.A. informou, através de Fato Relevante, que o Juízo da 4º Vara Empresarial da Comarca da Capital do Estado do Rio de Janeiro deferiu o processamento do pedido de Recuperação Judicial da companhia e suas subsidiárias.[40]
- No dia 03 de fevereiro de 2023, o conselho de administração da Americanas deliberou o afastamento dos diretores estatutários Anna Christina Ramos Saicali, José Timotheo de Barros e Márcio Cruz Meirelles, e executivos Fábio da Silva Abrate, Flávia Carneiro e Marcelo da Silva Nunes, durante o período de apurações.[41]
- Em 15 de fevereiro de 2023, a companhia anunciou a aprovação, via Conselho Administrativo, a eleição de Leonardo Coelho Pereira para o cargo de Diretor Presidente da Americanas S.A. A substituição foi recebida de forma positiva pelo mercado, visto a experiência de Leonardo Coelho em reestruturação de empresas.[42]
- Em 17 de maio de 2023, foi instaurada a CPI da Americanas, que teve duração de 135 dias.
- Em 19 de dezembro de 2023, 11 meses depois do deferimento da Recuperação Judicial e após uma série de negociações com os credores, foi aprovado o Plano de Recuperação Judicial da Americanas, com o voto favorável de mais de 90% dos credores que representam 97,19% dos créditos.
- Em janeiro de 2024, um ano após a crise, a Americanas tinha 1759 lojas e R$1,55 bilhão em caixa, mas seu valor de mercado era de apenas R$747 milhões, com as ações sendo negociadas a R$0,82.[43]
- Em 26 de fevereiro de 2024, a Justiça do Rio de Janeiro homologou o Plano de Recuperação da Americanas, dando início à aplicação dos prazos para pagamentos dos credores.[44]  Fornecedores começaram a receber seus créditos em março.[45]
- A recuperação da Americanas foi marcada por uma Páscoa com resultado recorde: em abril, a varejista divulgou a venda de R$1 bilhão em chocolates. Foram 14% mais vendas nas lojas físicas, na comparação com 2023.[46]
- Em maio de 2024, os acionistas aprovaram aumento de capital em até R$40,7 bilhões, com o aporte de R$12 bilhões sendo garantido pelos principais sócios, os investidores Jorge Paulo Lemann, Carlos Alberto Sicupira e Marcel Telles e conversão de créditos de até R$ 12 bilhões garantida pelos principais bancos brasileiros.[47]
- No dia 27 de junho de 2024, a Polícia Federal deflagrou a Operação Disclosure, executando mandados de prisão contra o ex-CEO Miguel Gutierrez, e a ex-diretora Anna Saicali, considerada seu braço direito. Realizada em conjunto com o MPF, a operação também contou com mandados de busca e apreensão em outros 15 alvos. As investigações foram abastecidas pelas delações premiadas dos ex-diretores Marcelo da Silva Nunes e Flávia Pereira Carneiro Mota.[48]
- Em 2 de setembro de 2024, a Polícia Federal do Brasil nomeou 41 suspeitos de participação na fraude bilionária que levou a Americanas a fazer um dos maiores pedidos de recuperação judicial da história do país, no início do ano 2023.[49]
- Em 18 de outubro de 2024, a Comissão de Valores Mobiliários (CVM) acusou oito ex-executivos da Americanas, incluindo o ex-CEO Miguel Gutierrez e a ex-diretora Anna Christina Ramos Saicali, do uso indevido de informação privilegiada (insider trading) no mercado financeiro.[50]
- No dia 31 de outubro de 2024, a Americanas publicou convocação para uma Assembleia Geral Extraordinária.[51] Realizada no dia 11 de dezembro de 2024, a AGE aprovou uma proposta de ação de responsabilidade civil contra o ex-CEO Miguel Gutierrez e demais ex-executivos (Anna Christina Saicali, José Timótheo de Barros e Márcio Cruz Meirelles) acusados de serem os autores da fraude contábil.[52][53]
- Em 31 de março de 2025, a Polícia Federal do Brasil indiciou e o Ministério Público Federal (MPF) denunciou 13 ex-executivos e ex-funcionários da Americanas, incluindo o ex-CEO Miguel Gutierrez, envolvidos nas fraudes na companhia, estimadas em 25 bilhões de reais.[54]
- Em 11 de março de 2025, a Americanas informou que iniciou um processo de arbitragem contra 4 ex-diretores (Miguel Gutierrez, Anna Saicali, José Timótheo de Barros e Márcio Cruz Meirelles), a fim de buscar indenização pelos danos materias e imateriais gerados pelo escândalo contábil.[55]
- Em 31 de março de 2025, pouco mais de 2 anos após a descoberta da fraude, o Ministério Público Federal (MPF) apresentou sua denúncia, detalhando os mecanismos e os responsáveis pela fraude bilionária. Treze ex-executivos, incluindo Miguel Gutierrez (CEO que comandou a empresa durante 20 anos e foi apontado como líder do esquema) foram acusados dos crimes de  organização criminosa, manipulação do mercado de capitais, uso indevido de informações privilegiadas e falsidade documental. [56][57]

## Os mecanismos da fraude
Em 13 de junho de 2023, a Americanas S.A. divulgou ao mercado um Fato Relevante, informando que, o que até então era conhecido como incoerências contábeis, se tratava, na verdade, de uma fraude contábil realizada pela diretoria anterior. No mesmo dia, houve o depoimento do então CEO da companhia, Leonardo Coelho, que apresentou à CPI documentos, trocas de e-mails e mensagens que acusam ex-diretores de ocultar o real resultado financeiro da empresa do Conselho de Administração e Mercado. Este lucro fictício da Americanas teria servido para pagar dividendos, bônus para diretores e impostos.

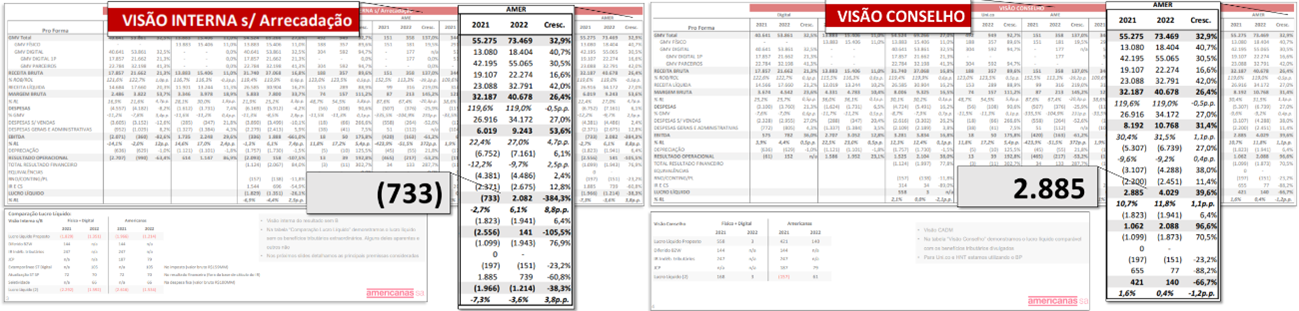
Print da apresentação de Leonardo Coelho Pereira, CEO da Americanas, apresentado à CPI em 13 de junho de 2023

Um dos documentos divulgados é um suposto e-mail interno entre diretores da empresa com a demonstração de resultados de 2021 e 2022. Esse balanço estaria com o título de “versão interna” e mostrava, entre outras coisas, um prejuízo operacional pelo Ebitda (lucro antes de juros, impostos, depreciação e amortização) de R$ 733 milhões para o ano de 2021. No entanto, o que teria sido divulgado ao mercado foi uma outra demonstração, denominada de “versão conselho”, com Ebitda positivo em R$ 2,9 bilhões para o mesmo período. Esse foi, de fato, o Ebitda ajustado divulgado pela companhia na ocasião.
Ainda em seu depoimento, Leonardo afirmou que a suposta fraude funcionava por meio da falsificação de contratos de Verba de Propaganda Cooperada (VPC) e instrumentos similares. Esses incentivos comerciais usualmente utilizados no setor de varejo "teriam sido artificialmente criados para melhorar os resultados operacionais da companhia como redutores de custo, mas sem efetiva contratação com fornecedores", segundo a Americanas.
Leonardo Coelho informou aos deputados que os documentos de suporte ao VPC, as Cartas de Rateio, eram falsificados dentro da Companhia, exibindo um suposto e-mail no qual um funcionário da Americanas adiciona mais uma carta que precisariam “gerar para auditoria”.  Além das operações fraudulentas de VPC, e como forma de gerar o caixa necessário para a continuidade das operações da empresa, a diretoria anterior da Companhia teria contratado “uma série de financiamentos nos quais a Companhia é devedora perante instituições financeiras, sem as devidas aprovações societárias, todas inadequadamente contabilizadas no balanço da companhia na conta fornecedores”, como publicado no Fato Relevante, no dia 13 de junho de 2023.
A indevida contabilização dessas operações de financiamento nos demonstrativos financeiros da Americanas não teria permitido a correta determinação do grau de endividamento da Companhia ao longo do tempo.
Ainda no depoimento, as empresas de auditoria PwC e KPMG foram citadas por supostamente não terem apontado ressalvas e deficiências significativas nos processos auditados ao Conselho de Administração da Companhia, o que motivou a convocação delas para depor perante a CPI. Foram apresentadas na sessão evidências de “que determinadas instituições financeiras alteraram as redações de suas cartas de circularização, a pedido da antiga diretoria, de forma a retirar as operações de risco sacado das cartas de circularização”.

## Plano de Recuperação Judicial
Após a aprovação do pedido de Recuperação Judicial no dia 19 de janeiro de 2023, diversas ações sucederam seu pedido. Entre elas, está a disponibilização da lista de credores, que recebeu várias atualizações ao longo do tempo.
No dia 20 de março de 2023, foi realizada a divulgação completa de um primeiro Plano de Recuperação Judicial da companhia. O plano incluía o aporte de 10 bilhões de reais de novos recursos, a ser realizado pelo trio de acionistas de referência, e de um aporte de 10 bilhões de reais de créditos pelas principais instituições financeiras credoras da Americanas. O PRJ também previa a venda de ativos, como a rede de hortifruti Natural da Terra e ações no grupo Uni.co, e a realização de um leilão reverso. Além dos 10 bilhões, outros dois aportes de novos recursos poderiam ser realizados, dependendo do desempenho da companhia nos próximos anos, até o limite de 2 bilhões.
Em 27 de novembro de 2023, a Americanas publicou uma nova versão do plano, juntamente com o anúncio de que assinou um acordo vinculante de suporte ao plano de recuperação judicial (“PSA”) com Bradesco, BTG Pactual, Itaú e Santander, credores titulares de mais de 35% da dívida. Banco Votorantim e Banco Daycoval aderiram ao acordo no dia 12 de dezembro. Banco Safra, Banco do Brasil e Caixa também aderiram poucos dias depois.
No dia 19 de dezembro de 2023, reunidos em assembleia virtual, os credores da Americanas aprovaram o novo Plano de Recuperação Judicial, que capitaliza a empresa com R$24 bilhões. Esse plano aprovado prevê a injeção de R$12 bilhões de capital dos acionistas de referência (Lemann, Telles e Sicupira), mais o aporte de outros R$12 bilhões de créditos, feito pelas principais instituições financeiras a quem a Americanas devia.
Dos R$ 12 bilhões aportados pelo trio de acionistas, R$3,5 bilhões deverão ser adiantados já nos primeiros quinze dias após a homologação do acordo pela Justiça, no primeiro trimestre de 2024. Esse adiantamento deve viabilizar os primeiros pagamentos previstos no plano, que determina diferentes prazos e modalidades de pagamento, priorizando os credores de acordo com o valor dos créditos.
Segundo o Plano, credores trabalhistas e micro e pequenas empresas deverão receber o valor total que lhes é devido.
O acordo para recuperar a Americanas recebeu o voto favorável de 91,14% dos credores de classe III (aqueles com dívidas sem garantias), que representam 97,19% dos créditos. Nesse grupo, estão bancos e detentores de títulos de dívida, que respondiam, ao todo, por R$ 49,9 bilhões do débito total, de R$ 50,9 bilhões. O restante da dívida da varejista era trabalhista e com fornecedores.

## Investigações
Diversas investigações foram abertas em paralelo para promover a compreensão do caso. Em 12 de janeiro de 2023, no dia posterior ao anúncio do Fato Relevante que revelou a identificação das incoerências contábeis, a Americanas S.A. comunicou ao mercado a criação de um comitê composto por membros independentes, cujos trabalhos seriam conduzidos pelo professor Otávio Yasbeck, com o apoio da empresa de auditoria Ernst & Young Assessoria Empresarial Ltda., do escritório de advocacia Maeda, Ayres & Sarubbi, especializado em compliance e investigações, do professor Eduardo Flores, do Departamento de Contabilidade e Atuária da Faculdade de Economia, Administração, Contabilidade e Atuária da Universidade de São Paulo, e do executivo Antonio Luiz Pizarro Manso.
A Comissão de Valores Mobiliários (CVM), autarquia federal responsável pela regulação do mercado de capitais no Brasil, criou uma força tarefa constituída por diversas Superintendências, como, a de Relações com Empresas (SEP), a de Relações com o Mercado e Intermediários (SMI), a de Normas Contábeis e Auditoria (SNC), a de Processos Sancionadores (SPS), a de Proteção e Orientação aos Investidores (SOI), a de Registro de Valores Mobiliários (SRE) e a de Securitização (SSE).  Foram abertos (até o dia 06 de setembro de 2023) no âmbito da CVM:
- 19 Processos Administrativos (procedimento de análise);
- 2 Processos Administrativos Sancionadores (acusação formulada), que resultou na formulação de acusação contra o ex-CEO, Sérgio Rial, pela forma como foram comunicadas as incoerências contábeis ao mercado, e a atual diretora Camille Loyo Faria, na qualidade de Diretora de Relações com Investidores de Americanas, por não ter divulgado tempestivamente Fatos Relevantes informando sobre a intenção de realização de proposta de aumento de capital na Companhia;
- 2 Inquéritos Administrativos, nos quais foram ouvidos, por meio de depoimento, funcionários e ex-funcionários da Americanas S.A., com o objetivo de compreender detalhes relacionados à operação de risco sacado e VPC, bem como as respectivas contabilizações realizadas pela companhia. Foram solicitados também documentos, registros diretos nos sistemas da companhia, evidências de transmissões de ordens de compra e venda de ativos e notas de corretagem.

Além dos inquéritos e processos da CVM e das apurações do comitê independente, outras investigações foram postas em curso, como a da Polícia Federal (PF), conduzida pelo delegado de Repressão a Corrupção e Crimes Financeiros Acen Amaral Vatef,  e a do Ministério Público Federal (MPF), que apura crimes de associação criminosa, insider trading e manipulação de mercado, liderada pelo procurador José Maria de Castro Panoeiro.
Dois dos ex-executivos da Americanas, Marcelo da Silva Nunes, ex-diretor financeiro, e Flavia Pereira Carneiro, ex-superintendente de controladoria, firmaram um acordo de delação premiada com o Ministério Público Federal (MPF) do Rio de Janeiro, em meados de agosto de 2023. Além deles, decidiu colaborar com a Justiça Fábio Abrate, ex-diretor financeiro e de relação com investidores da empresa. A existência de sua delação era desconhecida, até a publicação da denúncia do MPF, em março de 2025. 

### Operação Disclosure
O conteúdo da delação premiada, assim como documentos, e-mails e conversas de WhatsApp, embasaram a Operação Disclosure, deflagrada em 27 de junho de 2024, com o cumprimento de mandados de prisão e de busca e apreensão contra o ex-CEO, Miguel Gutierrez, e ex-diretores da empresa.
Gutierrez, que tem cidadania espanhola, foi para a Espanha após o anúncio da fraude, por isso, chegou a ser incluído na Difusão Vermelha da Interpol, assim como a ex-diretora Anna Saicali, que havia se refugiado em Portugal. Entre os argumentos para a proposição da prisão preventiva de Gutierrez estava, segundo a Polícia Federal, um engenhoso esquema para ocultação de patrimônio.
A 10ª Vara Federal Criminal ainda determinou o bloqueio de 500 milhões de reais em bens dos envolvidos.  Entre os bens “sequestrados” estão embarcações, aeronaves, contas-correntes, criptomoedas, veículos e imóveis.
Em 28 de junho, o ex-CEO da Americanas Miguel Gutierrez foi preso em Madri. Segundo o Ministério Público Federal, Gutierrez pedia que documentos lhe fossem entregues por pen drive, e não por e-mail, para se proteger.
Em 29 de junho, Gutierrez foi solto em uma audiência de custódia. Em 30 de junho, a ex-diretora do grupo Americanas, Anna Christina Ramos Saicali, se entregou à Justiça em Lisboa após a revogação da prisão.
Em 1 de julho, Anna Saicali desembarcou no Aeroporto Internacional de São Paulo, em Guarulhos e entregou o passaporte à polícia.
Em 16 de julho, a Americanas anunciou que a investigação de um comitê independente encontrou a fraude contábil que levou a companhia a um dos maiores pedidos de recuperação judicial do Brasil, em janeiro de 2023.
Em 20 de agosto, o Tribunal Regional Federal (TRF-2) do Rio de Janeiro, concedeu um habeas corpus e revogou a prisão preventiva do executivo Miguel Gutierrez.

## CPI da Americanas

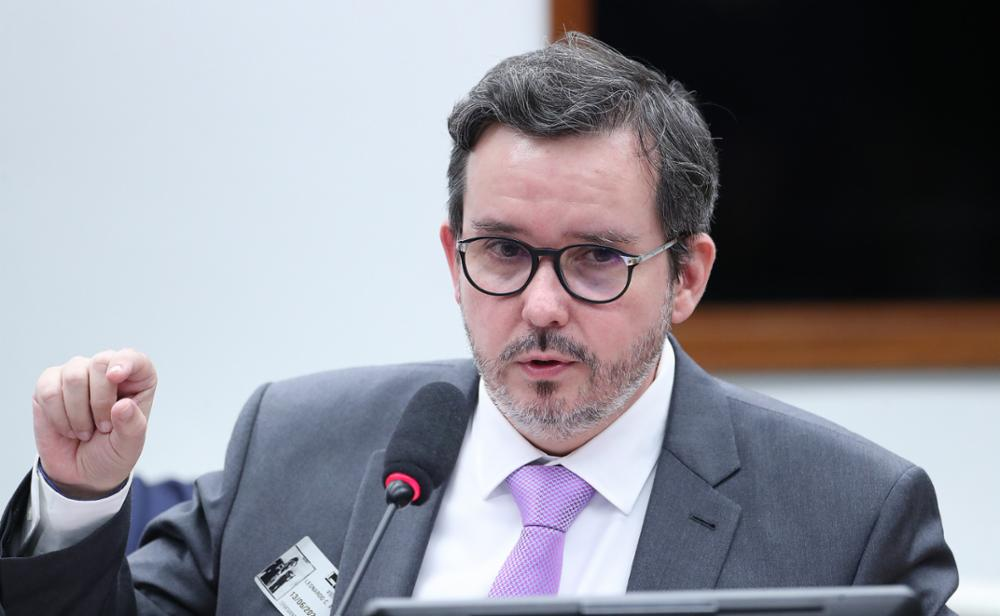
CEO da Americanas, Leonardo Coelho PereiraFoto: Bruno Spada/Câmara dos Deputados

Em 9 de fevereiro de 2023, o deputado André Fufuca (PP/MA) formalizou o pedido de abertura da CPI da Americanas para investigar o caso, após assinatura de 216 deputados. Esta comissão foi oficialmente iniciada em 17 de maio de 2023, com o período de duração previsto de 120 dias.
Ao longo das atividades da comissão, diversas autoridades envolvidas nas investigações foram ouvidas, tais como os representantes da Comissão de Valores Mobiliários (CVM), representante da Polícia Federal, do Ministério Público Federal e do Banco Central do Brasil. Outras instituições também foram convidadas a contribuir por meio de audiência pública. Foram estas a Confederação Nacional dos Trabalhadores no Comércio e Serviços da CUT, a Associação Brasileira de Investidores, os Administradores Judiciais da Americanas, especialistas do mercado financeiro e representantes das auditorias KPMG e PwC.
O atual diretor-presidente da Americanas, Leonardo Pereira, também foi convocado e expôs evidências até então levantadas pela investigação interna, indicando que ex-diretores e ex-dirigentes da companhia teriam praticado fraude, inclusive mediante falsificação de documentos. Os ex-diretores e ex-dirigentes da companhia foram igualmente convocados pela CPI, mas se valeram de habeas corpus e permaneceram em silêncio durante as sessões. O antigo Diretor Presidente, Miguel Gutierrez, não compareceu, alegando ter sido acometido por problemas de saúde em viagem ao exterior. Ele entregou uma carta aos deputados, após a redação do relatório final, onde acusava os acionistas de referência e dizia ter virado um "bode expiatório".
No relatório final da CPI, os parlamentares concluíram que, tendo em vista que as investigações ainda estavam em curso, sobretudo pela CVM, pelo Ministério Público e pela Polícia Federal, era prematuro o indiciamento dos investigados. As informações recolhidas pela comissão foram enviadas à Polícia Federal (PF) e o Ministério Público Federal (MPF). Mas o relatório fez um conjunto de proposições para aprimorar a legislação brasileira visando coibir episódios semelhantes.
A comissão finalizou suas atividades no dia 26 de setembro, com a aprovação do relatório apresentado pelo Relator Carlos Chiodini (MDB/SC). O relatório final declarou que a comissão não foi capaz de reunir provas suficientes para indicar responsáveis pela fraude.